# Hermann Schlag
Hermann Berthold Schlag (* 8. Juni 1890 in Schöneberg bei Berlin; † 30. November 1975 in Bonn-Bad Godesberg) war ein deutscher Jurist und Ministerialbeamter.

## Leben
Schlag schloss sein Studium mit Promotion zum Doktor der Rechte ab. In den Jahren 1918/1919 war er als Handelsredakteur bei der Deutschen Allgemeinen Zeitung tätig. Von 1924 bis 1933 war er Regierungsrat, später Oberregierungsrat im Reichsfinanzministerium. Zugleich war er von 1921 bis 1928 Dozent an der Verwaltungsakademie.
Nach Ende des Zweiten Weltkriegs war er Leitendes Vorstandsmitglied der Deutschen Landesrentenbank.
Er war mit Hilda Schlag, geborene Nolte, verheiratet. Der US-amerikanisch-deutsche Professor für Physikalische Chemie Edward William Schlag (* 1932 in Los Angeles) ist Sohn des Paares.

## Ehrungen
- 1955: Großes Verdienstkreuz der Bundesrepublik Deutschland